# Turmhügel Niederfüllbach
Der Turmhügel Niederfüllbach ist eine abgegangene Turmhügelburg (Motte) etwa 170 Meter nördlich des Schlosses von Niederfüllbach im Landkreis Coburg in Bayern.
Die Burg wurde im Jahr 1317 erstmals als „burc Fullebach“ erwähnt, wurde aber vermutlich schon während des 12. Jahrhunderts errichtet. In diesem Jahr wurde die Anlage von Graf Bertholt von Henneberg an Heinrich von Schaumberg verliehen.